# Tapil
Tapil is een bestuurslaag in het regentschap Oost-Soemba van de provincie Oost-Nusa Tenggara, Indonesië. Tapil telt 290 inwoners (volkstelling 2010).